# Nicolae Țaga

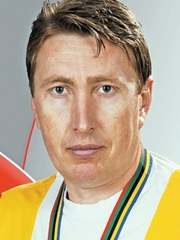
Nicolae Țaga im Jahr 1992

Nicolae Țaga (* 12. April 1967 in Avrămești, Kreis Harghita) ist ein ehemaliger rumänischer Ruderer, der zwei olympische Medaillen gewann.

## Sportliche Karriere
Der 1,92 m große Nicolae Țaga belegte zusammen mit Marian Voinoiu im Zweier ohne Steuermann den vierten Platz bei den Weltmeisterschaften 1990. Im Jahr darauf erreichte er bei den Weltmeisterschaften 1991 mit dem Achter ebenfalls den vierten Platz. Bei den Olympischen Spielen 1992 in Barcelona trat Țaga in zwei Bootsklassen an. Am 1. August siegten Iulică Ruican, Viorel Talapan, Dimitrie Popescu, Nicolae Țaga und Steuermann Dumitru Răducanu im Vierer, am 2. August erkämpften Popescu, Țaga und Răducanu Bronze im Zweier hinter den Briten und den Italienern. 
Auch bei den Weltmeisterschaften 1993 startete Țaga in zwei Bootsklassen: Er belegte den vierten Platz im Einer und gewann den Weltmeistertitel im Vierer zusammen mit Dorin Alupei, Iulică Ruican, Viorel Talapan und Steuermann Marin Gheorghe. Bei den Weltmeisterschaften 1994 trat Țaga nur mit dem Einer an und belegte den neunten Platz. Im Jahr darauf startete Țaga bei den Weltmeisterschaften in Tampere wieder in zwei Bootsklassen: Er belegte den fünften Platz mit dem Achter und den elften Platz im Zweier ohne Steuermann. Mit dem rumänischen Achter belegte Țaga bei den Olympischen Spielen 1996 in Atlanta den siebten Platz. Kurz darauf ruderte er im gesteuerten Zweier zusammen mit Dimitrie Popescu und Dumitru Răducanu auf den zweiten Platz hinter den Franzosen bei den Weltmeisterschaften 1996.
Nach einer schwachen Saison 1997 kehrte Țaga 1998 in den Achter zurück und gewann in dieser Bootsklasse die Bronzemedaille bei den Weltmeisterschaften 1998. 1999 in Kanada gewann Țaga Bronze in der nicht mehr olympischen Bootsklasse Vierer mit Steuermann. Er trat auch im Vierer ohne Steuermann an, belegte in dieser Bootsklasse aber lediglich den achten Platz. Zusammen mit Daniel Măstăcan und Steuermann Marin Gheorge gewann Țaga bei den Weltmeisterschaften 2000 Silber hinter dem US-Boot. Țaga blieb noch bis 2004 aktiv, erreichte aber kein großes Finale mehr.